# ABEMA NEWS
- サイバーエージェント > ABEMA > ABEMA NEWS
- テレビ朝日グループ > ABEMA NEWS

ABEMA NEWS（アベマニュース）、旧称AbemaNewsは、Webニュース専門チャンネルである。サイバーエージェントとテレビ朝日が出資して2015年4月に設立された株式会社AbemaNewsが運営する。

## 概要
2014年10月、テレビ朝日の会長兼CEOである早河洋が、当時番組審議委員会のメンバーであったサイバーエージェント代表取締役社長の藤田晋と食事をしていた際、藤田から「テレビがこのまま手をこまぬいていると縮小傾向になっていくので、何か一緒にやりませんか?」との提案に対し、即了承。2015年4月にAbemaTVのみで展開するチャンネル第1弾としてニュース専門チャンネルを運営のための事業会社をAbemaTVと同時に立ち上げた。同時設立の理由として、「惰性で（AbemaTVを）開けて貰う事を目的としているので、惰性の代表がニュースである」としたためである。同年7月に両社の社員を集めて箱根合宿を行い方向性を決め、報道取材や番組制作ノウハウをテレビ朝日の報道局に委託し、活用した企画制作をAbema主導で行っていきスマートフォン等のモバイル端末で動画を視聴する10代から30代の若年層を意識した番組制作方針を取っている。そのため、テレビ朝日からサイバーエージェントに出向している社員もおり、早河が（AbemaTVに携わるテレビ朝日の）主要メンバーを毎週社内会議に集め、藤田の指示を優先し「藤田社長の話をよく聞きなさい」と助言をしていた。
2016年3月1日AbemaTVの仮開局に伴い、AbemaNewsのチャンネルも開局し、同年4月11日の本開局と同時にローンチされた。ニュースチャンネル事業会社は、サイバーエージェントのスマートフォンサービス運営実績や開発リソースと、テレビ朝日の新しいニュースコンテンツを提供するとしている。基本的には無料で視聴できる。
本チャンネルの特徴として、ノーカットの記者会見中継があり、内容次第で別チャンネルを急遽開設したり、ABEMA全体のアクティブユーザー数にも貢献することがある。なお、開局当初は記者会見の中継を本チャンネルの主軸にすることは想定しておらず、CNNや日テレNEWS24（日本テレビ系列）のような、毎正時のストレートニュースをメインに編成することを予定していた。
ニュース映像をつなぐ生中継のフィラー映像には主に渋谷スクランブル交差点設置のお天気カメラが用いられ、BGMにはPrimitive Art Orchestra『Heart of Cosmos』が用いられる。
AbemaTVのサービス名がABEMAに変更された2020年4月11日を境に、チャンネル名がすべて大文字の『ABEMA NEWS』に変更（社名としては“AbemaNews”表記）。番組名も順次大文字表記に変更された。
2021年5月31日、ストレートニュースにおいてシネマカメラであるソニー・Cinema Lineカメラ「FX6」の使用を開始。

## キャスター
平時ストレートニュースのキャスターは他のニュース専門局やBSデジタル放送局同様に、女子大学生が務める学生キャスターをテレビ朝日のグループ会社である、テレビ朝日アスクが請け負っている。また、開局1年後の2017年4月から体制強化のため別途アナウンサー経験者のキャスター採用をスタート。また、平日の定時ニュースの担当にテレビ朝日の女性アナウンサーが追加された。

### テレビ朝日アナウンサー
- 武内絵美（月曜：15:00 - 18:00）
- 矢島悠子（火曜・木曜：15:00 - 18:00）
- 上山千穂（水曜：15:00 - 18:00）
- 八木麻紗子（金曜：15:00 - 18:00）

### 経験者キャスター
- 安藤咲良（タレント、セント・フォース所属）
- 木下瑠音（キャスタークリエイト・ジャパン所属、元仙台放送）
- 塩川菜摘（タレント、セント・フォース所属）
- 色紙千尋（タレント、セント・フォース所属）
- 柴田紗帆（キャスタークリエイト・ジャパン所属、元とちぎテレビ）
- 吉村優（セント・フォース所属、元秋田放送）

### 新卒採用キャスター
2018年度からの採用。但し、3名共学生時代から芸能活動経験者である
- 藤田かんな(元モデル)
- 瀧山あかね(元NMB48)
- 西澤由夏(元サイバーエージェント 社員)

2022年8月4日に就任することが発表された。
- 貴島明日香(元お天気キャスター)

### AbemaNewsキャスター
- 辻歩(元テレビ高知)2018年2月から勤務。
- 楪望(元テレビ大阪)2016年12月から勤務。

## スタジオ

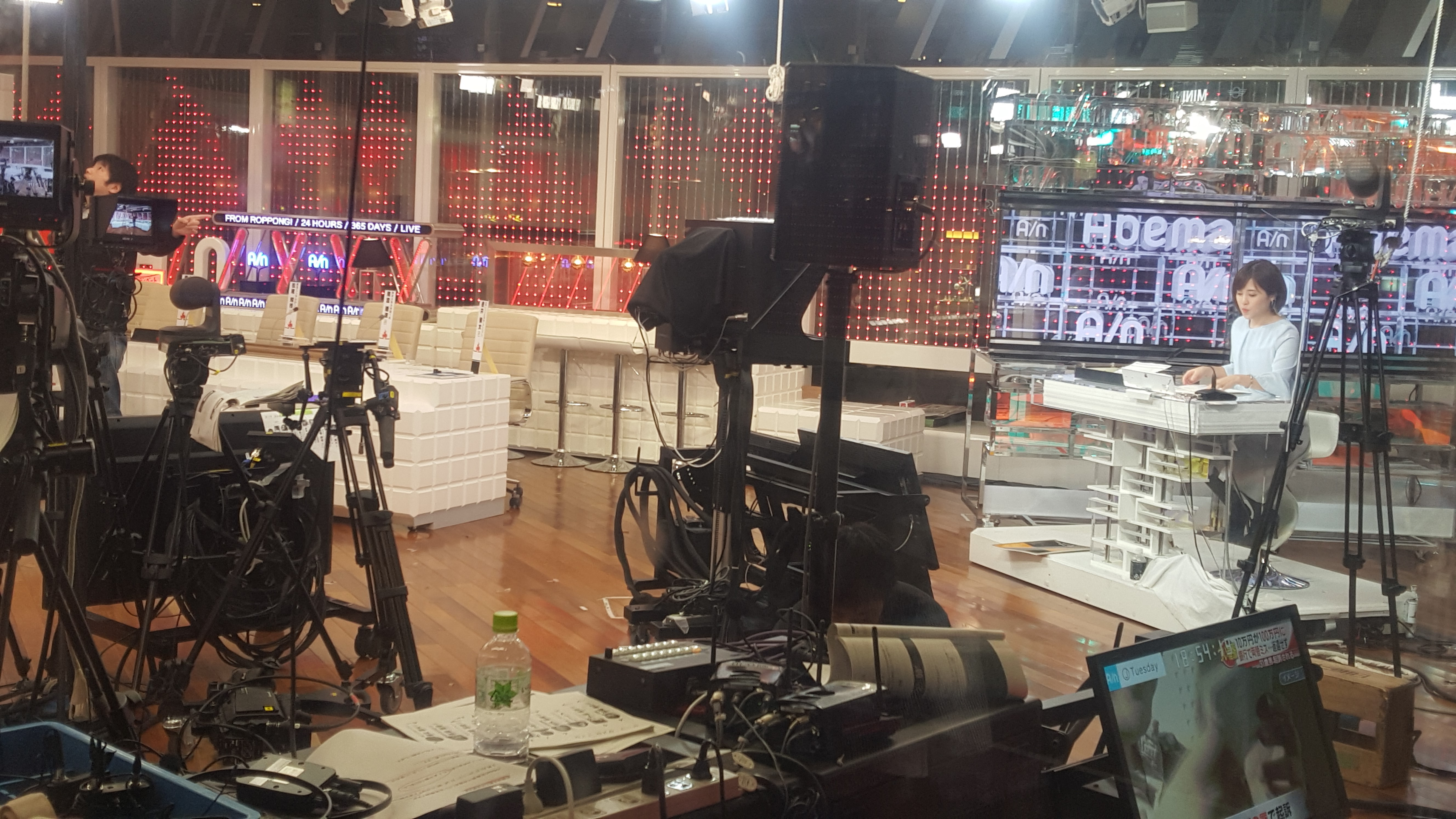
EXけやき坂スタジオにおけるストレートニュースブース

帯番組については、六本木ヒルズ敷地内のテレビ朝日本社にあった多目的スペース「umu（ウム）」を2月24日に閉館させて、跡地に同年4月23日に「EXけやき坂スタジオ」をオープン させた。主に、帯番組にて稼働させており、『原宿アベニュー』については、はらじゅくアッシュビル内1Fの公開スタジオ「HARAJUKU Abema Studio」にて配信している。
ストレートニュースについては、けやき坂スタジオ内上手のニュースブースにて配信しており、一部テレビ朝日本社内6階の65スタジオにて配信している。

### EXけやき坂スタジオの照明

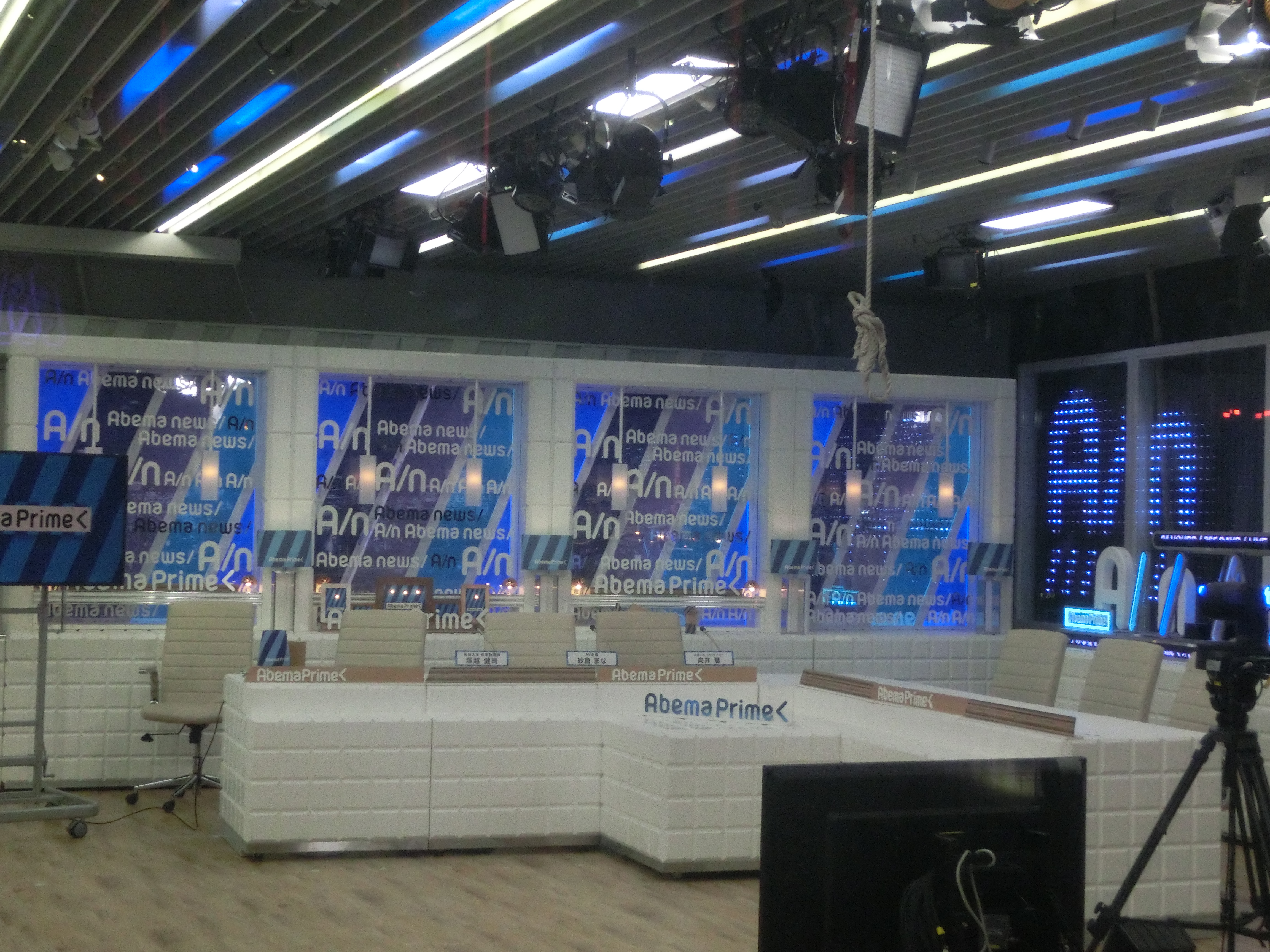
AbemaPrimeのセット

「EXけやき坂スタジオ」では構造上大きくセットチェンジすることが難しいため、ガラス面に設置されている各種LED照明の色を変えることでイメージを変えている。
例として、AbemaPrime - 青、ABEMA的ニュースショー - 赤＋青。
終了番組ではAbemaWave、AbemaWaveサタデーナイト - 緑＋オレンジ、こちらみんカメ編集部 - オレンジ、Abemaエンタメサンデー - ピンク、千原ジュニアのキング・オブ・ディベート - 赤、けやき坂アベニュー - 白（＋パステルカラーのセット）みのもんたのよるバズ! - 黄。

## 番組
※2024年4月11日時点
○：テレビ朝日地上波にて放送中の番組、◆：BS朝日にて放送中の番組
編成の特徴として、昼間はストレートニュースがメインだが、国内、国際ニュースがメインでは無く芸能、スポーツニュースをメインに構成している。また、テレビ朝日地上波にて放送されている朝の情報番組、ワイドショー及びニュース番組のリピート配信 が編成されている。また、緊急ニュース用に別チャンネルもAbemaTV内に設定されており、国内外での重大事件・事故・災害発生時は、テレビ朝日地上波もしくはANN系列の地方局の報道特番やテレビ朝日グループ会社のJCTVが業務提携しているCNNj、テレビ朝日と気象情報配信で提携関係にあるウェザーニューズの動画配信番組「ウェザーニュースLiVE」を同時配信する場合がある。
また、『ABEMAヒルズ』や一部の報道特別番組において、人工知能システム「AIポン」によるリアルタイム字幕放送を行っている。
2021年4月より定時ニュースが改革され、番組表では「9時の最新ニュース」「10時の最新ニュース」など1時間ごとに区切られる。また日中はキャスター2名体制で配信される。

### 平日
| 時 | 月曜日 | 火曜日 | 水曜日 | 木曜日 | 金曜日 |
| -- | --- | --- | --- | --- | --- |
| 4  | ▽4:00 ABEMA NEWS（リピート配信） | ▽4:00 ABEMA NEWS（リピート配信） | ▽4:00 ABEMA NEWS（リピート配信） | ▽4:00 ABEMA NEWS（リピート配信） | ▽4:00 ABEMA NEWS（リピート配信） |
| 5  | ▽4:00 ABEMA NEWS（リピート配信） | ▽4:00 ABEMA NEWS（リピート配信） | ▽4:00 ABEMA NEWS（リピート配信） | ▽4:00 ABEMA NEWS（リピート配信） | ▽4:00 ABEMA NEWS（リピート配信） |
| 6  | ▽4:00 ABEMA NEWS（リピート配信） | ▽4:00 ABEMA NEWS（リピート配信） | ▽4:00 ABEMA NEWS（リピート配信） | ▽4:00 ABEMA NEWS（リピート配信） | ▽4:00 ABEMA NEWS（リピート配信） |
| 7  | ▽7:00 ABEMA Morning （第一部） | ▽7:00 ABEMA Morning （第一部） | ▽7:00 ABEMA Morning （第一部） | ▽7:00 ABEMA Morning （第一部） | ▽7:00 ABEMA Morning （第一部） |
| 8  | ▽8:00 ABEMA Morning （第二部） ▽8:30 ABEMAエンタメ（新譜 is ベスト、#拡散希望!!女子ブラ、かってに!相席リポート、アイドルに伝授!アリコン先生の映画塾） | ▽8:00 ABEMA Morning （第二部） ▽8:30 ABEMAエンタメ（新譜 is ベスト、#拡散希望!!女子ブラ、かってに!相席リポート、アイドルに伝授!アリコン先生の映画塾） | ▽8:00 ABEMA Morning （第二部） ▽8:30 ABEMAエンタメ（新譜 is ベスト、#拡散希望!!女子ブラ、かってに!相席リポート、アイドルに伝授!アリコン先生の映画塾） | ▽8:00 ABEMA Morning （第二部） ▽8:30 ABEMAエンタメ（新譜 is ベスト、#拡散希望!!女子ブラ、かってに!相席リポート、アイドルに伝授!アリコン先生の映画塾） | ▽8:00 ABEMA Morning （第二部） ▽8:30 ABEMAエンタメ（新譜 is ベスト、#拡散希望!!女子ブラ、かってに!相席リポート、アイドルに伝授!アリコン先生の映画塾） |
| 9  | ▽9:00 ABEMA NEWS ▽10:30 官房長官の会見LIVE | ▽9:00 ABEMA NEWS ▽10:30 官房長官の会見LIVE | ▽9:00 ABEMA NEWS ▽10:30 官房長官の会見LIVE | ▽9:00 ABEMA NEWS ▽10:30 官房長官の会見LIVE | ▽9:00 ABEMA NEWS ▽10:30 官房長官の会見LIVE |
| 10 | ▽9:00 ABEMA NEWS ▽10:30 官房長官の会見LIVE | ▽9:00 ABEMA NEWS ▽10:30 官房長官の会見LIVE | ▽9:00 ABEMA NEWS ▽10:30 官房長官の会見LIVE | ▽9:00 ABEMA NEWS ▽10:30 官房長官の会見LIVE | ▽9:00 ABEMA NEWS ▽10:30 官房長官の会見LIVE |
| 11 | ▽9:00 ABEMA NEWS ▽10:30 官房長官の会見LIVE | ▽9:00 ABEMA NEWS ▽10:30 官房長官の会見LIVE | ▽9:00 ABEMA NEWS ▽10:30 官房長官の会見LIVE | ▽9:00 ABEMA NEWS ▽10:30 官房長官の会見LIVE | ▽9:00 ABEMA NEWS ▽10:30 官房長官の会見LIVE |
| 12 | ▽12:00 ABEMAヒルズ | ▽12:00 ABEMAヒルズ | ▽12:00 ABEMAヒルズ | ▽12:00 ABEMAヒルズ | ▽12:00 ABEMAヒルズ |
| 13 | ▽13:15 ABEMA NEWS | ▽13:15 ABEMA NEWS | ▽13:15 ABEMA NEWS | ▽13:15 ABEMA NEWS | ▽13:15 ABEMA NEWS |
| 14 | ▽14:00 ABRMAヒルズ（リピート配信） | ▽14:00 ABRMAヒルズ（リピート配信） | ▽14:00 ABRMAヒルズ（リピート配信） | ▽14:00 ABRMAヒルズ（リピート配信） | ▽14:00 ABRMAヒルズ（リピート配信） |
| 15 | ▽15:00 ABEMA NEWS | ▽15:00 ABEMA NEWS | ▽15:00 ABEMA NEWS | ▽15:00 ABEMA NEWS | ▽15:00 ABEMA NEWS |
| 16 | ▽16:10 ○大下容子ワイド!スクランブル | ▽16:10 ○大下容子ワイド!スクランブル | ▽16:10 ○大下容子ワイド!スクランブル | ▽16:10 ○大下容子ワイド!スクランブル | ▽16:10 ○大下容子ワイド!スクランブル |
| 17 | ▽17:00 ABEMAヒルズ（リピート配信） | ▽17:00 ABEMAヒルズ（リピート配信） | ▽17:00 ABEMAヒルズ（リピート配信） | ▽17:00 ABEMAヒルズ（リピート配信） | ▽17:00 ABEMAヒルズ（リピート配信） |
| 18 | ▽17:00 ABEMAヒルズ（リピート配信） | ▽17:00 ABEMAヒルズ（リピート配信） | ▽17:00 ABEMAヒルズ（リピート配信） | ▽17:00 ABEMAヒルズ（リピート配信） | ▽17:00 ABEMAヒルズ（リピート配信） |
| 19 | ▽19:00 アベマ倍速ニュース | ▽19:00 アベマ倍速ニュース | ▽19:00 アベマ倍速ニュース | ▽19:00 アベマ倍速ニュース | ▽19:00 アベマ倍速ニュース |
| 20 | ▽19:00 アベマ倍速ニュース | ▽19:00 アベマ倍速ニュース | ▽19:00 アベマ倍速ニュース | ▽19:00 アベマ倍速ニュース | ▽19:00 アベマ倍速ニュース |
| 21 | ▽21:00 ABEMA Prime | ▽21:00 ABEMA Prime | ▽21:00 ABEMA Prime | ▽21:00 ABEMA Prime | ▽21:00 ABEMA Prime |
| 22 | ▽21:00 ABEMA Prime | ▽21:00 ABEMA Prime | ▽21:00 ABEMA Prime | ▽21:00 ABEMA Prime | ▽21:00 ABEMA Prime |
| 23 | ▽23:00 ABEMA NEWS/ABEMA Sports! | ▽23:00 ABEMA NEWS/ABEMA Sports! | ▽23:00 ABEMA NEWS/ABEMA Sports! | ▽23:00 ABEMA NEWS/ABEMA Sports! | ▽23:00 ABEMA NEWS/ABEMA Sports! |
| 0  | ▽0:00 ABEMA NEWS 0:20 ○報道ステーション | ▽0:00 ABEMA NEWS 0:20 ○報道ステーション | ▽0:00 ABEMA NEWS 0:20 ○報道ステーション | ▽0:00 ABEMA NEWS 0:20 ○報道ステーション | ▽0:00 ABEMA NEWS 0:20 ○報道ステーション |
| 1  | ▽0:00 ABEMA NEWS 0:20 ○報道ステーション | ▽0:00 ABEMA NEWS 0:20 ○報道ステーション | ▽0:00 ABEMA NEWS 0:20 ○報道ステーション | ▽0:00 ABEMA NEWS 0:20 ○報道ステーション | ▽0:00 ABEMA NEWS 0:20 ○報道ステーション |
| 2  | ▽2:00 ABEMA Prime（リピート配信） | ▽2:00 ABEMA Prime（リピート配信） | ▽2:00 ABEMA Prime（リピート配信） | ▽2:00 ABEMA Prime（リピート配信） | ▽2:00 ABEMA Prime（リピート配信） |
| 3  | ▽2:00 ABEMA Prime（リピート配信） | ▽2:00 ABEMA Prime（リピート配信） | ▽2:00 ABEMA Prime（リピート配信） | ▽2:00 ABEMA Prime（リピート配信） | ▽2:00 ABEMA Prime（リピート配信） |

### 週末
| 時 | 土曜日                                                                                            | 日曜日                                                                  |
| -- | ------------------------------------------------------------------------------------------------- | ----------------------------------------------------------------------- |
| 4  | ▽4:00 ABEMA NEWS（リピート配信）                                                                  | ▽4:00 ABEMA NEWS（リピート配信）                                        |
| 5  | ▽4:00 ABEMA NEWS（リピート配信）                                                                  | ▽4:00 ABEMA NEWS（リピート配信）                                        |
| 6  | ▽4:00 ABEMA NEWS（リピート配信）                                                                  | ▽4:00 ABEMA NEWS（リピート配信）                                        |
| 7  | ▽7:00 ABEMA NEWS                                                                                  | ▽7:00 ABEMA NEWS                                                        |
| 8  | ▽7:00 ABEMA NEWS                                                                                  | ▽7:00 ABEMA NEWS                                                        |
| 9  | ▽7:00 ABEMA NEWS                                                                                  | ▽9:30 ABEMA エンタメ                                                    |
| 10 | ▽7:00 ABEMA NEWS                                                                                  | ▽10:00 ABEMA NEWS（リピート配信） 10:30 ○テレメンタリー（リピート配信） |
| 11 | ▽7:00 ABEMA NEWS                                                                                  | ▽11:00 ABEMA NEWS（リピート配信）                                       |
| 12 | ▽7:00 ABEMA NEWS                                                                                  | ▽12:00 ABEMA的ニュースショー                                            |
| 13 | ▽7:00 ABEMA NEWS                                                                                  | ▽12:00 ABEMA的ニュースショー                                            |
| 14 | ▽14:00 ABEMA NEWS（リピート配信）                                                                 | ▽14:00 ABEMA NEWS                                                       |
| 15 | ▽14:00 ABEMA NEWS（リピート配信）                                                                 | ▽15:00 NewsBAR橋下（リピート配信）                                      |
| 16 | ▽16:00 ABEMA NEWS                                                                                 | ▽16:00 ABEMA NEWS（リピート配信）                                       |
| 17 | 17:30 ○テレメンタリー                                                                             | ▽16:00 ABEMA NEWS（リピート配信）                                       |
| 18 | ▽18:00 ABEMA NEWS                                                                                 | ▽18:00 ABEMA NEWS                                                       |
| 19 | ▽19:00 ABEMA NEWS（リピート配信）                                                                 | ▽19:00 ABEMA的ニュースショー（リピート配信）※隔週                       |
| 20 | ▽19:00 ABEMA NEWS（リピート配信）                                                                 | ▽19:00 ABEMA的ニュースショー（リピート配信）※隔週                       |
| 21 | ▽21:00 NewsBAR橋下                                                                                | ▽21:00 ABEMA NEWS（リピート配信）                                       |
| 22 | ▽22:00 Wの悲喜劇 MC：SHELLY、取材者：鈴木円香（ウートピ編集長）、北条かや、飛嶋佐斗子(美容外科医) | ▽21:00 ABEMA NEWS（リピート配信）                                       |
| 23 | ▽23:00 ABEMA NEWS／ABEMASports!                                                                   | ▽23:00 Wの悲喜劇（リピート配信）                                        |
| 0  | ▽23:00 ABEMA NEWS／ABEMASports!                                                                   | ▽0:00 ABEMA NEWS／ABEMASports!                                          |
| 1  | ▽1:00 NewsBAR橋下（リピート配信）                                                                 | ▽1:00 熱闘！Mリーグ ▽1:30 ABEMA NEWS（リピート配信）                    |
| 2  | ▽2:00 ABEMA NEWS（リピート配信）                                                                  | ▽2:30 ABEMA的ニュースショー （リピート配信）                            |
| 3  | ▽3:00 Wの悲喜劇 （リピート配信）                                                                  | ▽2:30 ABEMA的ニュースショー （リピート配信）                            |

### 終了番組
- AbemaWave(2016年4月12日 - 2016年7月22日)

MC（全て、テレビ朝日女性アナウンサー）：月曜：宇佐美佑果、火曜：本間智恵、水：島本真衣、木曜：久冨慶子、金曜：矢島悠子
コメンテーター：キャメレオン竹田（占い師）、大柳葵理絵（GOSSIPS編集長）
- おしえて!バズポリス→おしえて!バズポリス～リターンズ(2016年4月5日 - 2016年9月21日)

MC：笹木香利（女優）、サイバーエージェント女性社員14人が日替わり出演
- 岡田&こじるり 違うdeSHOW!(2016年12月18日 - 2017年3月26日)

MC：岡田圭右、小島瑠璃子、アシスタント：しーくいーん
- 真相解明! 調査報道バラエティ 勝手に出口調査[注 9][17](2016年12月18日 - 2017年5月14日)

MC：高橋茂雄（サバンナ）、大川藍
- こちらみんカメ編集部(2016年5月14日 - 2017年7月1日)

編集部デスク（MC）：森田ひかり、保木本佳子、水嶋仁美、古賀麻里沙※週替わり
編集部員：原宿物語、ららぴ、るるぴ、桜あず、黒木ひかり
- AbemaWaveサタデーナイト(2016年7月16日 - 2017年7月1日)

MC：小池美由、岸明日香、小野恵美、サブキャスター：ナジャ・グランディーバ
コメンテーター：ガウ、岡部磨知、島田さくら、松原江里佳、Candy Boy
- Abemaエンタメサンデー(2016年7月17日 - 2017年7月2日)

MC：つまみ枝豆、江口ともみ
- 原宿アベニュー、けやき坂アベニュー(2016年4月11日 - 2018年3月31日（原宿）、2017年7月15日 - 2018年4月1日（けやき坂）)
- Abema One Minute News(2017年2月27日 - 2018年3月30日)

キャスター：古瀬絵理（月、火曜）、塩地美澄（水、木、金曜）、ランキングコーナー：菅本裕子（元HKT48、平日）
- 偉大なる創業バカ一代（2017年1月2日 - 2018年3月31日）
MC：天野ひろゆき（キャイ〜ン）、伊東紗冶子
- 千原ジュニアのキング・オブ・ディベート(2016年9月25日 - 2018年9月23日)
- みのもんたのよるバズ!(2016年4月23日 - 2019年6月29日)

### 特別番組
- 国会中継
  - 2016年の第190回国会（4月以降）より参入。
- スマホで“朝生”

- みのもんたの選挙でよるバズ!

- 千原ジュニアのキング・オブ・ディベート

- 新春総力中継! Abema「はじめましての年越し」
  - Abemaはじめての年越しすべて見せます!初日の出スペシャル
2016年12月31日 22:30 - 2017年1月1日 0:55（カウントダウン編）、2017年1月1日 1:00 - 5:50（Abemaで生テレビ）、2017年1月1日 5:50 - 7:30（初日の出編）
    - カウントダウン編
首都圏各地に中継リポーターを派遣し、年明けの瞬間の中継[注 10]。
MC：小野恵美、進行：江奈さやか、ゲスト：ダイアモンド☆ユカイ、ベック、石井てる美、梅田彩佳、山田菜々、つまみ枝豆、江口ともみ、お天気：穂川果音
    - Abemaで生テレビ
『AbemaPrime』及び『みのもんたのよるバズ』の出演者を集めた討論番組。地上波で放送されている、『朝まで生テレビ!』との2元中継実施し、朝生本体でもAbemaの議論内容を繋げる。
MC：堀潤、パネリスト：鈴木涼美、はあちゅう、古谷経衡、峰なゆか、吉木誉絵、若新雄純、解説者[注 11]：本郷和人（歴史学者・東京大学教授）、倉持麟太郎（弁護士）、六辻彰二（国際政治学者）、永濱利廣（第一生命経済研究所・首席エコノミスト）
進行：吉村優、アシスタント：色紙千尋
    - 初日の出編
日本各地元旦の様子を中継リレー。 また、母島やダイヤモンド富士のご来光の瞬間をヘリコプターで中継
進行：笹木香利、ゲスト：美輪明宏(VTR出演)、小池美由、岸明日香、ナジャ グランディーバ、澤田汐音
- ドキュメンタリーAWARD～真実は掌の中にある～
モバイル端末向けのドキュメンタリー番組
ナビゲーター：大谷亮平
  - 第1回「カウント2.9のレスラーたち」※マサ斉藤の密着
2017年3月18日 19:00 - 20:00 初回配信回
  - 第2回「乳ガンで余命宣告受けた女子レスラーの闘い」※亜利弥’の密着
2017年5月6日 19:00 - 20:00 初回配信回
- 蛭子能収の蛭子能収による蛭子能収ためのNEWS（EBN）
AbemaTVの開局1周年記念としてAbemaPrimeの出演者である蛭子がキャスターを務めた1周年開局記念特番。自身が興味のあるニュースを勝手に選択、取材をして自分のためだけに配信するコンセプトの番組。テーマは「命」を元にアウトローの世界で生きてきた人間にインタビューを行った
2017年4月30日 20:00 - 21:30
MC：蛭子能収、矢島悠子（テレビ朝日アナウンサー）、ナレーション：田畑祐一(テレビ朝日アナウンサー)、ゲスト（主に刑事罰を受けた人間）：影野臣直（ノンフィクション作家、元歌舞伎町ぼったくりバー経営者）、高倉組（元暴力団組員の悪役役者プロダクション）、植垣康博（元連合赤軍活動家）、元ヒットマン、プロギャンブラー、パチンコホール店員、元オレオレ詐欺犯罪受刑者（歌舞伎町受刑者積極雇用の飲食店店員）
- Wの悲喜劇 永久保存版性教育SP～学校では教えてくれない愛のルール～
『Wの悲喜劇～日本一過激なオンナのニュース～』の特別番組として、通常配信回でも扱った性教育について、通常配信回と違い出演者へのインタビューでは無く、専門家から保健体育の教科書では分からない正しい性教育のレクチャーを受ける番組
2017年7月26日 22:00 - 23:30 初回配信回
MC：SHELLY
講師：麻美ゆま お題：AVとは違う正しいSEXとは?、牧野江里（SILK LABO プロデューサー）お題：女性向けAVとは?、桜井裕子（助産師）お題：正しいSEXとは?、磯部仁沙（相模ゴム工業 広報）お題：女性の避妊とは?、河野美代子 お題：ピルへの誤解、様々な性感染症、上谷さくら（弁護士）お題：レイプ被害の実態（デートDVと暴力等）
受講生：塩地美澄、篠崎こころ、對馬桜花(モデル※立教大学生)、ナイト花梨（ジャマイカ人ハーフタレント）
取材者※受講者の雛壇フォロー役：さーたり(都内医療大学病院腐女子外科医、漫画家)、山口紗貴子(弁護士ドットコム 副編集長)、鈴木円香
- Abema x GLOBE
AbemaNewsを運営している、テレビ朝日ホールディングスの最上位出資社である朝日新聞社が発刊してい る朝刊日曜版の、GLOBEとのダブルネーム番組。2017年9月末迄BS朝日『いま世界は』の番組内で放送されていた、連動企画の後継番組である。第34回ATPテレビグランプリ ドキュメンタリー部門で奨励賞受賞[18]。
  - 第1回「壁」
2017年10月6日 19:00 - 20:00 初回配信回
出演者：村山祐介（朝日新聞 GLOBE編集部記者）、矢島悠子（テレビ朝日アナウンサー）
  - 第2回「未来をあきらめない~SDGsで見える世界」
2017年11月11日 19:00 - 20:00 初回配信回
出演者：中村裕（朝日新聞 GLOBE編集部記者）、矢島悠子（テレビ朝日アナウンサー）
  - 第3回「豊かさのニュー・ノーマル」
2017年12月9日 19:00 - 20:00 初回配信回
出演者：宋光祐（朝日新聞 GLOBE編集部記者）、矢島悠子（テレビ朝日アナウンサー）、ナレーション：楪望
  - 第4回「100歳までの人生設計」
2018年1月13日 19:00 - 20:00 初回配信回
出演者：太田啓之（朝日新聞 GLOBE編集部記者）、矢島悠子（テレビ朝日アナウンサー）、ナレーション：楪望
  - 第5回「北朝鮮サバイバル」
2018年4月7日 19:00 - 20:00 初回配信回
出演者：神谷毅（朝日新聞 国際報道部記者）、矢島悠子（テレビ朝日アナウンサー）、ナレーション：楪望
- 逆指名インタビュー
ニュースで話題になった人物や、世間の注目を浴びるキーマンが世間に伝わらない想いや、自ら封印してきた考え、または、メディアや世論に封印させられてきた「本音」をインタビューする番組で、この番組では特別なルールが存在し、「取材を受ける人物がインタビュワーを逆指名する」、「発言をありのまま伝えるため、極力編集せずそのまま配信」が条件となっている。
2017年10月30日 21:00 - 22:30 初回配信回
インタビュイー：ASKA、インタビュワー：亀田興毅、吉田豪
- Wの悲喜劇 Wの悲喜劇年末年始祭り[注 12][19]
  - 年末年始祭り3 セックスにタブーはない!禁断の4時間SP 前編
『Wの悲喜劇～日本一過激なオンナのニュース～』の特番として編成。前編は「セックス依存症」と「セックスレス」の議論お題
2017年12月31日 20:00 - 22:00 初回配信回
MC：SHELLY
取材者：小室友里、トイアンナ（イギリス在住フリーライター、ブロガー）、畠山ユキ子（依存症克服支援カウンセラー）、山口紗貴子、錦光山雅子（ハフィントン・ポスト・ジャパン ニュースエディター、元朝日新聞 科学医療部、特別報道部記者）
リアル経験者：ポレポレ美（イラストレーター・漫画家）、右京みさほ（日本性愛セラピスト協会 セラピストプロヴィジョナリートレーナー）、大木華（不倫&セックス 悩み解決カウンセラー）
  - 年末年始祭り4 セックスにタブーはない！禁断の4時間SP 後編
後編は「セックスを仕事に選んだけれど…」と「恋をしない"アセクシャル"って何?」の議論お題
2018年1月3日 22:00 - 24:00 初回配信回
MC：SHELLY
取材者：泡典子（女性の高収入情報サイト「NAISHO」編集長）、清水晶子（東京大学 教養学部 超域文化科学専攻教授）、徳田玲亜（弁護士）、錦光山雅子、鈴木円香
リアル経験者：今徳はる香（「NPO法人にじいろ学校」代表）、CONAN（演劇集団LGBTI）、和泉直（LGBTライター兼ショッピングセンターのインフォメーションスタッフ）、現役風俗嬢3人
- 新春LIVE Abemaが総括! 2017年年越しカウントダウンスペシャル
2017年12月31日 22:00 - 2018年1月1日 0:30
MC：舛添要一、小野恵美、進行：井口綾子(学生キャスター)、ゲスト：上西小百合、宮崎謙介、金子恵美、名村晃一（テレビ朝日 報道局コメンテーター室長）
- 千原ジュニアのキング・オブ・ディベート　元旦5時間SP

- Abemaキャスターpresents スマホで初日の出 2018
2018年1月1日 5:50 - 7:30
ダイヤモンド富士のご来光の瞬間を初日の出フライトの航空機内から中継や年明けうどん実食&湯切りを完全中継等、2017年の初日の出中継よりユルイ番組構成になっている。
MC：楪望、吉村優、ゲスト：岩槻秀明（わぴちゃん）、中継リポーター：稲付晴日（学生キャスター）、井口綾子
- 橋下徹のニッポン改造論
AbemaNewsでは初めての元大阪府知事、大阪市長である橋下の冠番組で、元来、政治家は、「世論を動かすにはまずはわかりやすく伝えること」を常に意識すべきという橋下の熱き思いを具現化した企画である。相対する主張を持つ国会議員2組が自分の考えを“明快にプレゼン”し、2組のプレゼンを聞いたあと橋下とゲストが“どっちが分かり易かったか?”で判定する討論バラエティ番組。また、配信前に橋下が法律顧問として所属している大阪維新の会の足立康史衆議院議員からTwitter上で言葉足らずの批判ツイート[注 13] され、その後足立を罵倒するツイートをした結果、足立から謝罪された[20]。
MC：橋下徹、進行：大木優紀（テレビ朝日アナウンサー）
2018年1月1日 21:00 - 23:00
討論テーマ：憲法第9条に自衛隊は合憲を明記すべきか?、幼児教育・保育の無償化
プレゼンター：柴山昌彦、秋元司、石崎徹、小西洋之、柚木道義、ゲスト：藤本美貴、吉村崇、前田航基、高橋ユウ
2018年3月30日 21:00 - 23:00
討論テーマ：日本の借金、北朝鮮に対する韓国の対応
プレゼンター：秋元司、松川るい、鈴木馨祐、小西洋之、柚木道義、小川淳也、ゲスト：品川祐、くわばたりえ、前田航基、須藤凜々花
- インタビュー駅伝（ニュースの渦中にいた人物たちが語る真実と本音）
2017年のニュースで話題になった人物や、世間の注目を浴びるキーマンが世間に伝わらない想いや、自ら封印してきた考え、または、メディアや世論に封印させられてきた「本音」を地上波より長尺の時間を確保し、じっくりと話を聞くインタビュー番組である。構成は『逆指名インタビュー』に類似しており、なるべく編集をいれずに配信する。
2018年1月3日 18:00 - 21:00
インタビュイー：前川喜平（文部科学省前文部科学事務次官）※加計学園問題、井川意高（大王製紙前会長、創業家3代目）※大王製紙事件、泰葉※自身の再婚等、内柴正人（格闘家・柔術家、元柔道家、アテネオリンピック・北京オリンピック柔道男子金メダリスト）※内柴事件、橋本清（元野球解説者）※日本プロ野球選手会から実質「追放状態（交際禁止）」指定OB
インタビュワー：吉田豪、丸井乙生
- AbemaTV大相撲ダイジェスト[21]
大相撲本場所開催時：23:00 - 23:15[注 14][注 15]
2018年1月14日からAbemaTVの「AbemaGOLDチャンネル」若しくは「スポーツチャンネル」にて「AbemaTV 大相撲中継」が開始された事に伴い、同年3月11日より配信開始。配信当日の幕内の取組、翌日の取組展望をダイジェストにて構成。それ以外にも、AbemaTVで実施している、幕下以下の序の口、序二段等の取組を紹介する。
スタジオ司会：AbemaTV 大相撲中継の実況アナウンサー（日替わり）、スタジオ解説：把瑠都凱斗[注 16]
- 国会議員をゲットだぜ!「議員GO」
2018年5月5日 13:00 - 15:00、9月2日 12:00 - 13:30

- 【緊急特番】沖縄県知事は誰に?
QAB沖縄県知事選開票速報 沖縄の選択の再ネット配信
2018年9月30日 23:00- 23:30、23:30 - 24:15
進行：沼尻和樹、解説：江上能義（琉球大学、早稲田大学名誉教授）
- 平成最後の年越しカウントダウン
2018年12月31日 18:00 - 2019年1月1日 0:30
  - 第1部（18:00 - 18:30）
  - 第2部 〜国会議員×カードバトル！「議員GO」〜 （18:30 - 20:00）
  - 第3部 〜今年のニュースは今年のうちに!生討論SP（20:00 - 2019年1月1日 0:30）
- 朝まで生テレビ!元旦SP

テレビ朝日地上波放送分の同時ネット配信
- AbemaMorning新春SP(2019年1月1日 6:00 - 7:40)

- 芸人もういっちょ（2019年3月17日 - ）

毎週日曜「AbemaNews夜1」枠内で配信される10分のミニ番組。auヘッドライン・ニュースEX「芸能もういっちょ!」（出演：上宮菜々子、テレビ朝日芸能デスク・中島亨兵）がAbemaNews内で配信されており、こちらのスピンオフとしてスタートしている。MC:福士奈央がお笑いショーレースで結果を残すべく若手芸人にインタビューする。 - MC:福士奈央（SKE48）
- AbemaTV×Twitter特番！平成から令和へ 25時間テレビ（2019年4月30日 0:00 - 5月1日 1:00）

平成最後の日となる4月30日午前0時から、令和最初の日となる5月1日午前1時までの25時間特別番組。平成ノブシコブシ・吉村崇と徳井健太をMCに送り、TwitterJapan社が全面協力する。画面左上には「令和まで⇒○h○m○s」と平成残り時間表記がなされている。通し企画は徳井健太が人生相談を約25時間受け付け、随時中継（代役としてジョイマン高木、ムーディー勝山が控える）する「ノブコブ徳井の人生相談」。「三上洋のTwitter25時間監視中」。青峰佑樹の平成リポート。また、AbemaTV各番組出演者の平成最後にごめんなさい、平成最後にありがとうメッセージが随所で流れる。
- - オープニング特番（4月30日 0:00 - ）
ベース番組はAbemaPrime。MC：平成ノブシコブシ（吉村崇・徳井健太）、平石直之、最上もが
  - AbemaTV世代に贈る！厳選ニュース特集（4月30日 1:00 - ）
  - 平成最後の朝もAbemaNews（4月30日 7:00 - ）
MC：楪望　コメンテーター：三上洋[24]
  - AbemaMorning（4月30日 9:00 - ）
MC：田中萌　コメンテーター：三上洋[25]　トレンドワードレポート：YouTuber・ゆな
  - けやきヒルズ第一部（4月30日 10:00 - ）
MC：柴田阿弥　コメンテーター：落合陽一、ひろゆき、竹下隆一郎、西田亮介、磯村暖、佐藤信[26]　トレンドワードレポート：YouTuber・ゆな
  - けやきヒルズ第二部（4月30日 12:00 - ）
MC：大木優紀　解説：神庭亮介　トレンドワードリポート：吉木りさ
  - 平成最後のスクープ！最新技術で蘇る満州国の真実（4月30日 14:00 - ）
MC：楪望　コメンテーター：三上洋　トレンドワードリポート：小嶋菜月
  - 天皇陛下としては最後のお言葉を生中継／『Abema×Evening SP』（4月30日 17:00 - ）
MC：田中萌　トレンドワードリポート：彩川ひなの
  - 堀江貴文×平成世代！令和日本はGAFAを超える?（4月30日 19:00 - ）
進行：堀江貴文、三谷紬　論者：清水正大、石川聡彦、岡本杏莉、野村将揮、長浜佑樹
  - AbemaPrime新元号カウントダウンSP（4月30日 20:00 - ）
MC：ケンドーコバヤシ、乙武洋匡　進行：平石直之　アンカー:山田菜々　論者：田原総一朗、宮台真司、安部敏樹、堀潤、宇佐美典也、陳暁夏代、福島香織、小川榮太郎　コメンテーター：箕輪厚介　天気予報：穂川果音　レポーター：所太郎、三谷紬、青峰佑樹、楪望、辻歩　トレンドワードリポート：彩川ひなの
- 大阪都構想特番～キャストSP 2020選択～大阪の未来は～
朝日放送地上波の2回目の住民投票開票特番の再ネット配信
2020年11月1日 23:55 - 00:55
メインキャスター：上田剛彦、古川昌希（共に朝日放送アナウンサー）、解説：木原善隆（朝日放送報道局コメンテーター）
- 衆院選特番 ひろゆき＆柏木由紀と考える総選挙2021 日本は変わる?変わらない?（2021年10月31日 19:50 - 23:00）
MC：ひろゆき、柏木由紀　進行：平石直之　ゲスト：亀井静香、斎木陽平、石田拳智、鈴鹿久美子、西山里緒[27]
- 大晦日"ゆる～く"配信SP（2023年12月31日 22:30 - 2024年1月1日 01:00）
メインMC：田中萌、MC：三谷紬、仁科健吾、辻歩[28]
  - ABEMA NEWS会見チャンネルではスピンオフ番組として辻歩のレポート現場模様（目的地は長野県・善光寺）を移動模様から追う『大晦日ゆる配信スピンオフ 辻歩の除夜の鐘聞かせたろかSP』を19:30から翌01:30まで配信。
- #アベプラ 東京都知事選の行方は?（2024年7月7日 19:50 - 22:00）
メインMC：パックン、進行：平石直之　ゲスト：イェスパー・コール、薄井シンシア、小原ブラス
- #アベプラ 参院選SP EXIT＆岸谷蘭丸（2025年7月20日 19:50 - 23:00）[29]
メインMC：EXIT、岸谷蘭丸、進行：平石直之、仁科健吾　ゲスト：岩田明子、岩田温、石井雄己、竹田恒泰、田母神俊雄[30]